# Дискография Ферги
Дискография Ферги — американская певица Фёрги выпустила два студийных альбома, девятнадцать синглов (в том числе 9 из них исполнены совместно с другими исполнителями), тринадцать видеоклипов и один EP.
В 2005 году, после того как исполнительница выпустила два студийных альбома с группой The Black Eyed Peas, Фёрги объявила, что она начала работать над сольным проектом, релиз которого должен будет состояться в конце 2006 года.
Дебютный альбом Фёрги — «The Dutchess» был выпущен в сентябре 2006 года и дебютировал под номером три в американском чарте Billboard 200. Почти год спустя альбом смог достигнуть 2 места в главном чарте США. С дебютного альбома было выпущено 5 синглов, которые все вошли в ТОП-10 чарта Соединённых Штатов Америки. Синглы «London Bridge», «Glamorous» и «Big Girls Don’t Cry» смогли достигнуть 1 места в чарте Billboard Hot 100. «The Dutchess» стал третьим самым продаваемым альбомом 2007 года в США, а в мире расположился на 20 месте. Продажи альбома в США составили 3,9 млн копий. Общие продажи по всему миру — 8 миллионов копий.
В сентябре 2017 года состоялся релиз второго студийного альбома Фёрги - «Double Dutchess». Пластинка дебютировала в чарте Billboard 200 на 19 месте с 21 тыс проданных копий.

## Альбомы

### Студийные альбомы
| Название                                       | Детали альбома                                                                                              | Наивысшие позиции в чартах | Наивысшие позиции в чартах | Наивысшие позиции в чартах | Наивысшие позиции в чартах | Наивысшие позиции в чартах | Наивысшие позиции в чартах | Наивысшие позиции в чартах | Наивысшие позиции в чартах | Наивысшие позиции в чартах | Наивысшие позиции в чартах | Продажи                           | Сертификации |
| Название                                       | Детали альбома                                                                                              | US                         | AUS                        | AUT                        | CAN                        | GER                        | IRE                        | NZ                         | SWE                        | SWI                        | UK                         | Продажи                           | Сертификации |
| ---------------------------------------------- | --- | -------------------------- | -------------------------- | -------------------------- | -------------------------- | -------------------------- | -------------------------- | -------------------------- | -------------------------- | -------------------------- | -------------------------- | --------------------------------- | --- |
| The Dutchess                                   | - Дата релиза: 19 сентября 2006 - Лейбл: A&M, will.i.am - Форматы: CD, digital download, streaming, LP      | 2                          | 1                          | 17                         | 4                          | 11                         | 9                          | 2                          | 35                         | 11                         | 18                         | - Мир: 8,000,000 - США: 3,900,000 | - RIAA: 3× Platinum - ARIA: 4× Platinum - BPI: Platinum - BVMI: Gold - IFPI SWI: Gold - MC: 3× Platinum - RMNZ: Platinum |
| Double Dutchess                                | • Дата релиза: 22 сентября 2017 • Лейбл: Dutchess Music, BMG • Форматы: CD, LP, digital download, streaming | 19                         | 39                         | —                          | 23                         | 65                         | —                          | 1                          | —                          | 69                         | 49                         |                                   | |
| Знак «—» означает, что альбом не попал в чарт. | |                            |                            |                            |                            |                            |                            |                            |                            |                            |                            |                                   | |

### Мини-альбомы
| Название        | Детали Альбома                                                                | Наивысшая позиция в чарте |
| Название        | Детали Альбома                                                                | US                        |
| --------------- | ----------------------------------------------------------------------------- | ------------------------- |
| The Dutchess EP | - Дата релиза: 27 мая 2008 - Лейбл: A&M, will.i.am - Формат: Digital download | 46                        |